# Marquesado de Peralta
El marquesado de Peralta corresponde a dos dignidades nobiliarias distintas.  La primera fue del Sacro Imperio Romano Germánico, otorgada en 1738 por el emperador Carlos VI al militar español Juan Tomás de Peralta y Franco de Medina y rehabilitada por la Santa Sede en 1883 en favor al diplomático costarricense Manuel María de Peralta y Alfaro como descendiente del primer marqués.  La segunda es un título español, concedido por la dictadura de Francisco Franco en 1968 al sacerdote Josemaría Escrivá de Balaguer, fundador de la institución católica del Opus Dei, quien lo cedió a su hermano menor Santiago en 1972.  Cuando se concedió esa segunda dignidad, se adujo que era la rehabilitación de un título otorgado en 1718 por el archiduque Carlos de Austria como pretendiente a la Corona de España a "don Tomás de Peralta" y luego confirmado por Real Cédula de Fernando VI en 1758.  El historiador Ricardo de la Cierva y otros han considerado que esa segunda dignidad fue concedida por el gobierno de Franco de manera irregular y basándose en una falsificación.: 60   Ambos de esos títulos se han extinguido porque no fueron reclamados por ningún sucesor.

## El marquesado imperial de 1738
El marquesado de Peralta, título nobiliario del Sacro Imperio Romano Germánico, fue concedido el 19 de febrero de 1738 por el emperador Carlos VI a Juan Tomás de Peralta y Franco de Medina, nacido el 30 de mayo de 1698 en Jerez de la Frontera, quien se convirtió así en el primer marqués de Peralta (Markgraf von Peralta).: 56–57  Ese título le fue otorgado en premio a los servicios que había prestado a Carlos VI durante la guerra de sucesión española (1701–1715) en la que Carlos (conocido entonces como el archiduque Carlos de Austria) había reclamado infructuosamente el trono español, que recayó finalmente sobre Felipe V, de la casa de Borbón.Don Juan Tomás había guerreado en la causa austracista bajo las órdenes de Guido von Starhemberg y, tras la victoria borbónica, se había exilado de España e instalado en la ciudad de Milán.Antes de que se le concediera el marquesado de Peralta en 1738, don Juan Tomás ya era barón libre y magnate del Reino de Hungría.
Juan Tomás de Peralta y Franco de Medina era descendiente de Pedro de Peralta y Ezpeleta, condestable del reino de Navarra, y pertenecía a una rama cadete de la familia de los marqueses de Falces, que por varias generaciones habían también usado la apelación de "marqués de Peralta".Esos títulos se refieren, respectivamente a las villas de Falces y Peralta, en la región históricamente conocida como la merindad de Estella.  La merced del Emperador Carlos VI a don Juan Tomás puso fin a los litigios por la sucesión al mayorazgo de Falces. Al aceptar el marquesado de Peralta, don Juan Tomás vinculó para sus descendientes un nuevo mayorazgo compuesto de los fundos de Escúzar y una parte del antiguo mayorazgo de Carrascal del Río que había sido establecido por el testamento de Sebastián de Peralta en 1528.
Don Juan Tomás había casado en Viena en 1721 con María Francisca de Grasses, con quien tuvo cinco hijos que murieron todos en la infancia.  Tras enviudar, don Juan Tomás regresó a Jerez de la Frontera, donde murió el 1{\displaystyle ^{\circ }} de mayo de 1743, habiendo testado a favor de su único hermano varón, Esteban Francisco.Los derechos al marquesado correspondían, por lo tanto, a la descendencia masculina de sus hermanos radicados en España, pero ninguno de ellos gestionó la transmisión de la dignidad.: 58   La línea genealógica de potenciales aspirantes al título, radicados en España, fue la siguiente: Esteban Francisco de Peralta y Franco de Medina (1703-1763), hermano del primer marqués; su hijo Sebastián José de Peralta y Barrios (1735-1800) y su nieto José María de Peralta y La Vega (1763-1836), quien se estableció en 1782 en Costa Rica, a donde llegó en compañía del nuevo obispo de Nicaragua y Costa Rica Esteban Lorenzo de Tristán y Esmenola.  Don José María ocupó altos cargos políticos en Costa Rica y fue uno de los firmantes del Acta de Independencia de ese país.: 58  Hijo suyo fue Bernardino Peralta y Alvarado, sobrino bisnieto del primer marqués.: 4–5 

### Rehabilitación a favor de Manuel María de Peralta

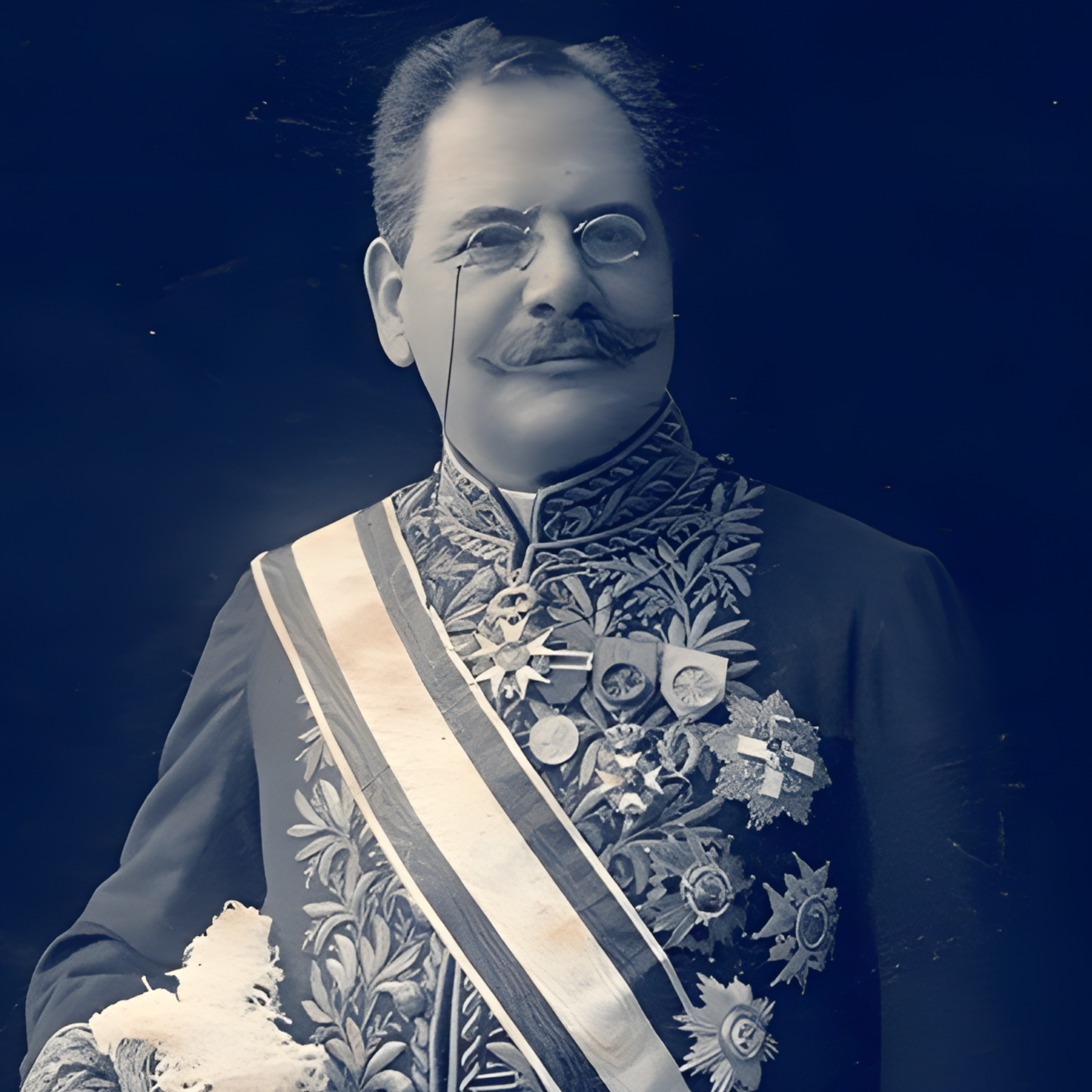
Retrato de don Manuel María de Peralta y Alfaro, segundo Marqués de Peralta y diplomático al servicio de la República de Costa Rica, c. 1900

El diplomático costarricense Manuel María de Peralta y Alfaro (1847-1930), hijo de Bernardino, fue el único descendiente en línea masculina del primer marqués que manifestó interés en reclamar el marquesado de Peralta, seguramente con miras a allanar tanto su carrera diplomática en Europa como un futuro matrimonio con la condesa belga Jehanne de Clérembault, quien se hallaba separada de su primer marido el marqués de Saint-Blancard.: 54, 56    Entre otros cargos, don Manuel María fue ministro plenipotenciario de Costa Rica en España durante los reinados de Alfonso XII y Alfonso XIII.: 59   Siendo hijo natural, don Manuel María tuvo primero que obtener el reconocimiento legal de su paternidad ante el Consulado de España en Costa Rica en 1881.: 58   En ese mismo año, una gestión de rehabilitación del marquesado fue planteada a su favor por su pariente lejano, don José Carlos Velluti y Tavira, XIII marqués de Falces.  Sin embargo, la cuestión se complicó debido a que el marquesado de Peralta no era un título español ni había sido concedido por un monarca español.: 59 
Como el Sacro Imperio Romano Germánico se había extinguido en 1806, el Marquesado de Peralta fue rehabilitado como título de la Santa Sede, sucesora jurídica de aquel para tales efectos, aunque la Corona española intervino en los trámites de rehabilitación.: 59   Don Manuel María fue declarado como hijo legítimo de Bernardino para efectos de la legislación española por concesión real de 1883, como una merced del monarca Alfonso XII.  Luego, mediante un breve apostólico del 29 de noviembre de 1883, el Papa León XIII admitió la rehabilitación del Marquesado de Peralta a favor de don Manuel María y además concedió al diplomático costarricense la Gran Cruz del Santo Sepulcro como distinción personal. De ese modo don Manuel María se convirtió en 1883 en el segundo marqués de Peralta, título pontificio y no español, aunque Alfonso XII autorizó su uso en España.: 59 
El nuevo marqués de Peralta casó con Jehanne de Clérembault en la ciudad de Lieja el 23 de diciembre de 1884.  Entre los testigos de la boda estuvo el diplomático y empresario francés Ferdinand de Lesseps, primo de la novia.: 60 La pareja habitó en el castillo de Kinkempois, en Angleur, Lieja, que la condesa de Clérembault había heredado de su abuelo materno.  El inmueble es conocido desde entonces como "castillo de Peralta" (ver Château de Péralta).: 71–76 
Don Manuel María murió en París en 1930 sin descendencia y ninguno de sus numerosos parientes por línea masculina gestionó la sucesión del título nobiliario. Por consiguiente, él fue el último titular del marquesado creado en 1738. A su muerte, sus más próximos parientes eran sus medios hermanos Bernardino Peralta Echeverría (fallecido en 1949, soltero y sin hijos) y José María Peralta Echeverría (1868-1952), quien casó con Celina Cañas. Hijo de este matrimonio fue el abogado y diplomático José Rafael Peralta Cañas (1898-1960), casado con Hilda Ulloa Banuet, con quien tuvo a Arnaldo Peralta Ulloa (1928-2001) y a Bernal Peralta Ulloa (1931-2015), ambos con descendencia en los Estados Unidos.: 59 

## El marquesado español de 1968
En enero de 1968, durante el régimen del general Francisco Franco, el presbítero Josemaría Escrivá de Balaguer (1902-1975), fundador de la institución católica del Opus Dei y reconocido como santo tras su canonización oficial en el 2002, planteó una solicitud de rehabilitación del marquesado de Peralta ante el Ministerio de Justicia español.  Los documentos que acompañaron a la instancia de rehabilitación en 1968 fueron preparados por el genealogista e historiador Adolfo Castillo Genzor, secretario de la Real Academia de Nobles y Bellas Artes de San Luis, de Zaragoza.La solicitud del padre Escrivá de Balaguer fue concedida mediante el decreto 1851/1968, del 24 de julio de 1968, firmado por Franco como jefe del estado español y refrendado por su ministro de justicia, Antonio María de Oriol.
De acuerdo con los documentos de la rehabilitación de 1968, el marquesado habría sido concedido originalmente el 4 de marzo de 1718 a don Tomás de Peralta, secretario de Estado de Guerra y Justicia del Reino de Nápoles, por el archiduque Carlos de Austria como pretendiente a la Corona española durante la guerra de sucesión y más tarde reconocido por el rey Fernando VI de España en la persona del sobrino carnal del concesionario, don Manuel de Peralta, por Real Cédula del 4 de diciembre de 1758. El historiador español Ricardo de la Cierva, siguiendo los argumentos del genealogista costarricense Ricardo Fernández Peralta, concluyó que el año de la creación del título fue deliberadamente alterado para que apareciera como anterior al tratado de Viena de 1725.De esa manera el marquesado imperial de 1738 fue presentado como un título español transmisible por línea femenina, sin vinculación con el Sacro Imperio ni con la Santa Sede.: 60 Según de la Cierva, el padre Escrivá no tenía parentesco por línea masculina con la familia Peralta de Costa Rica, realmente descendiente de la auténtica casa de Peralta, y ni siquiera llevaba ese apellido.
Cuando Josemaría Escrivá solicitó la rehabilitación del marquesado de Peralta en 1968, su hermano menor Santiago solicitó para sí la "baronía de San Felipe", pero esa petición no prosperó.  Josemaría Escrivá no usó públicamente el título y en agosto de 1972 lo cedió a su hermano Santiago.  El genealogista costarricense Mario Fernández Piza tachó de fraudulenta la rehabilitación de 1968, denuncia que secundó el guatemalteco Ramiro Ordóñez Jonama en un artículo publicado en 1995 por la revista especializada Hidalguía.  A la muerte de Santiago Escrivá en 1994, sus descendientes se abstuvieron de solicitar la transmisión de la dignidad. Por lo tanto, el marquesado de 1968 se extinguió una vez expirado el término fijado por la ley española.
Según un reportaje aparecido en 1992 en el diario Cambio 16, Adolfo Castillo Genzor, el perito que preparó el expediente para solicitar la rehabilitación de 1968 del marquesado de Peralta, se habría visto implicado en 1987, poco antes de su muerte, en un escándalo por rehabilitación fraudulenta de títulos nobiliarios a cambio de dinero.En el 2024 el diario El Mundo mencionó el marquesado otorgado a Monseñor Escrivá como uno de los casos de rehabilitación irregular de títulos nobiliarios bajo el régimen de Franco.
Tanto Ricardo de la Cierva como el arquitecto Miguel Fisac (quien fuera cercano al padre Escrivá de 1936 hasta su salida del Opus Dei en 1955) han sugerido que posiblemente Escrivá buscó un título aristocrático con miras a liderar la Orden de Malta, organización católica que tradicionalmente ha requerido de sus miembros pruebas de nobleza y a la que ya pertenecía el sacerdote Álvaro del Portillo, segundo de Escrivá en el Opus Dei.  En cualquier caso, Monseñor Escrivá no ingresó a la Orden de Malta.